# 益田西道路
益田西道路（ますだにしどうろ）は島根県益田市内で事業中の高規格幹線道路（高速自動車国道に並行する一般国道自動車専用道路）（全長9.1 km）である。2020年度に事業着手した。
高津川河口付近の浸水想定区域や日本海に面した飛砂区間を迂回する国道191号のバイパスとして計画される。益田道路に接続して山陰自動車道の一部としても機能し、石見臨空ファクトリーパークの物流機能確保の目的も有する。

## 概要
- 起点 : 島根県益田市戸田町[2]
- 終点 : 島根県益田市飯田町[2]
- 全長 : 9.1 km[2]
- 規格 : 第1種第3級
- 道路幅員
  - 一般部 : 13.5 m
  - 橋梁部 : 12.0 m
- 車線数 : 完成2車線
- 車線幅員 : 3.5 m
- 設計速度 : 80 km/h

## インターチェンジなど
- 全線未開通。

| 施設名      | 接続路線名              | 起点から (km) | キロポスト (km) | 備考 |
| ----------- | ----------------------- | ------------- | --------------- | ---- |
| 戸田IC      | 国道191号（現道）       | 0.0           | 0.0             |      |
| 白上IC      | 島根県道311号白上横田線 |               |                 |      |
| 須子IC      | 国道9号                 |               |                 |      |
| E9 益田道路 |                         |               |                 |      |